# Friedrich Wilhelm Ritschl
Friedrich Wilhelm Ritschl (Großvargula (Turíngia), 6 de abril de 1806 – Leipzig, 9 de novembro de 1876) foi um filólogo clássico alemão. Foi professor nas Universidades de Halle (1829–1833), Breslau (1833–1839), Bonn (1839–1865) e Leipzig (1865–1876). É tido como fundador da Escola de Bonn de filologia clássica (em alemão: Bonner Schule der klassischen Philologie).
Friedrich Ritschl efetuou pesquisas sobre os fundamentos do latim clássico, escreveu trabalhos sobre a linguagem, a cultura e os escritores da Grécia Antiga e da Roma Antiga e investigou questões relativas a história da língua e da gramática. Foi estimado professor do filósofo Nietzsche.

## Publicações
- Die Alexandrinischen Bibliotheken unter den ersten Ptolemäern und die Sammlung der Homerischen Gedichte durch Pisistratus nach Anleitung eines plautischen Scholions. Breslau 1838.
- Priscae Latinitatis monumenta epigraphica. Tabulae Lithographicae, 1862; nova edição 1968 (ISBN 3-11-001417-3).
- Priscae Latinitatis epigraphicae supplementa quinque, 1862–1864; nova edição 1970 (ISBN 3-11-001423-8).
- Opuscula philologica. 5 Vols., 1867–1879 (em conjunto com Alfred Fleckeisen).
- Plautus. 4 Vols., 1871–1894.
- Rheinisches Museum für Philologie. Zeitschrift für klassische Philologie; hg. v. F. W. Ritschl [entre 1842–1869], Frankfurt: Editora J. D. Sauerländer.[1]